# Shola Ameobi
Foluwashola 'Shola' Ameobi, född 12 oktober 1981 i Zaria, är en nigeriansk-engelsk före detta fotbollsspelare, anfallare, med rötter i Nigeria. 

## Karriär
Ameobi inledde sin seniorkarriär i Newcastle United säsongen 1998/1999. Han lånades 2008 ut till Stoke City. 2014 valde Ameobi dock att skriva på för turkiska Gaziantep BB. Den 29 januari 2015 valde han att återvända till Premier League och skrev på för Crystal Palace.